# فورشتتن
فورشتتن (به آلمانی: Vörstetten) یک شهر در آلمان است که در امندینگن واقع شده‌است. فورشتتن ۲٬۸۶۹ نفر جمعیت دارد.